# Forbidden Company
Pour plus de détails, voir Fiche technique et Distribution.
Forbidden Company est un film américain réalisé par Richard Thorpe, sorti en 1932.

## Synopsis
Jerry Grant, issu d'une famille riche, renverse accidentellement Jeanette Blake avec sa voiture. À l'hôpital, il s'avère qu'elle n'a rien de grave mais on s'aperçoit que Jerry avait bu. Jeanette explique alors qu'elle a trébuché, ce qui permet à Jerry d'éviter une inculpation. Ils se revoient et tombent amoureux. Mais les parents de Jerry craignent qu'elle n'en veuille qu'à leur argent et s'opposent à leur mariage...

## Fiche technique
- Titre original : Forbidden Company
- Réalisation : Richard Thorpe
- Scénario : Edward T. Lowe Jr.
- Photographie : M. A. Anderson
- Production : George R. Batcheller
- Société de production : Invincible Pictures Corporation
- Société de distribution : Chesterfield Motion Pictures Corporation
- Pays d'origine :  États-Unis
- Langue originale : anglais
- Format : noir et blanc — 35 mm — 1,37:1 — son Mono (RCA Photophone)
- Genre : drame
- Durée : 67 minutes
- Date de sortie :
  - États-Unis : 1er juin 1932

## Distribution
- Sally Blane : Jeanette Blake
- John Darrow : Jerry Grant
- John St. Polis : David Grant, le père de Jerry
- Myrtle Stedman : Henrietta Grant, la mère de Jerry
- Josephine Dunn : Harriet Brown
- Dorothy Christy : Louella Fenwick
- Bryant Washburn : Fletcher
- David Durand : Billy
- Norma Drew : Diane Grant